# Martha Plimpton
Martha Plimpton, född 16 november 1970 i New York, är en amerikansk skådespelare.
Plimpton har bland annat medverkat i filmerna Remember Me och Frost 2. Hon har även medverkat i TV-serien The Regime.

## Filmografi (i urval)
- 1985 – Goonies – Dödskallegänget
- 1996 – I Shot Andy Warhol
- 1998 – Flykt utan mål
- 1999 – 200 Cigarettes
- 2006 – Marvelous
- 2010 – Remember Me
- 2019 – Frost 2
- 2024 – The Regime (TV-serie)
- 2025 – Prime Target (TV-serie)
- 2025 – Sovereign